# Рибалочка макірський
Рибалочка макірський (Ceyx gentianus) — вид сиворакшоподібних птахів родини рибалочкових (Alcedinidae). Ендемік Соломонових Островів. Раніше входив до комплексу видів новогвінейського рибалочки-крихітки, однак був визнаний окремим видом.

## Опис
Довжина птаха становить 14 см. Спина ультрамариново-синя, голова, крила і хвіст більш темні, чорнувато-сині. Обличчя і нижня частина тіла білі. Дзьоб чорний.

## Поширення і екологія
Макірські рибалочки є ендеміками острова Макіра в архіпелазі Соломонових островів. Вони живуть в підліску вологих тропічних лісів, в густих вторинних заростях і на плантаціях. Зустрічаються на висоті до 1200 м над рівнем моря.

## Збереження
МСОП класифікує цей вид як такий, що не потребує особливих заходів зі збереження. За оцінками дослідників, популяція макірських рибалочок становить від 10 до 30 тисяч дорослих птахів.